# Мирове (Нікопольський район)
Мирове — село в Україні, центр Мирівської сільської територіальної громади Нікопольського району Дніпропетровської області.

## Історія
Утворене в 1957 році внаслідок об'єднання села Ганнівка і селища Мирівської МТС Топилянської сільської ради Томаківського району Дніпропетровської області.ВВР УРСР, 1957, № 4, стор. 114
З 1957 по 1965 роки було робітничим селищем, з 1965 по 2025 — селищем. З 2025 року — село.
За УРСР у Мировому була розміщена центральна садиба колгоспу «Батьківщина», за яким закріплено 7441 га сільськогосподарських угідь, у тому числі 6499 га орних земель. Основний напрям господарства — рослинництво і тваринництво (спеціалізація — відгодівля свиней). У колгоспі був сад, пасіка, рибні ставки. Діяли елеватор, нафтобаза, комбікормовий і асфальтовий заводи, відділення Томаківського районного об'єднання «Сільгосптехніка».
У селі — початкова школа, будинок культури із залом на 400 місць, бібліотека з фондом 7,9 тис. книг, дитячий комбінат на 75 місць, відділення зв'язку, майстерня побутового обслуговування населення, п'ять магазинів.

### Кромлех
У селі знаходиться кромлех, що датується III — поч II тис. до н.е.

## Населення

### Мова
Розподіл населення за рідною мовою за даними перепису 2001 року:
| Мова       | Кількість | Відсоток |
| ---------- | --------- | -------- |
| українська | 939       | 91.34 %  |
| російська  | 89        | 8.66 %   |
| Усього     | 1028      | 100 %    |

## Постаті
- Орлов Євген Володимирович (1985—2023) — солдат Збройних сил України, учасник російсько-української війни.

## Інтернет-посилання
- Погода в селищі Мирове [Архівовано 21 грудня 2011 у Wayback Machine.]

| Україна | Це незавершена стаття з географії України. Ви можете допомогти проєкту, виправивши або дописавши її. |